# Microsoft Anti-Virus
Microsoft Anti-Virus è un'utilità antivirale sviluppata dalla Microsoft presente nelle versioni 6.x di MS-DOS. È avviabile sia da DOS (MSAV) che da Windows 3.x (MWAV). Essa prevede semplicemente un motore di scansione di disco rigido, CD oppure Floppy disk alla ricerca di virus (oramai tutti scomparsi). Non sono presenti quasi tutte le funzioni di un antivirus attuale (protezione in tempo reale, aggiornamenti automatici e manuali, antispyware), ma è comunque uno dei primi sistemi antivirali esistenti.
Microsoft riprenderà il progetto di Microsoft Antivirus nel 2006 con Windows Live OneCare, per poi sostituire nel 2009 quest'ultimo con una versione ridotta gratuita chiamata Microsoft Security Essentials, a causa della scarsa popolarità del software.